# Michalino (rejon postawski)
Michalino – dawny zaścianek. Tereny, na których leżał, znajdują się obecnie na Białorusi, w obwodzie witebskim, w rejonie postawskim, w sielsowiecie Duniłowicze.

## Historia
W czasach zaborów w granicach Imperium Rosyjskiego.
W dwudziestoleciu międzywojennym zaścianek leżał w Polsce, w województwie wileńskim, w powiecie duniłowickim (od 1926 postawskim), w gminie Duniłowicze.
Według Powszechnego Spisu Ludności z 1921 roku zamieszkiwało tu 81 osób, 55 było wyznania rzymskokatolickiego, a 26 prawosławnego. Jednocześnie 54 mieszkańców zadeklarowało polską przynależność narodową, a 27 białoruską. Było tu 9 budynków mieszkalnych. Wykaz miejscowości wyszczególnia majątek i parcele Michalino. W 1931 majątek w 10 domach zamieszkiwało 56 osób, a parcele liczyły 31 mieszkańców i 5 domów.
Miejscowość należała do parafii rzymskokatolickiej w Duniłowiczach. Podlegała pod Sąd Grodzki w Duniłowiczach i Okręgowy w Wilnie; właściwy urząd pocztowy mieścił się w Duniłowiczach.
W 1938 roku kolonia należała do gromady Piotrowicze gminy Duniłowicze.